# Elverdamsdalen
Elverdamsdalen er den største af de to dale, der udgør området mellem Kirke Hvalsø og Tølløse på Midtsjælland (den anden er Dumpedalen).
Dalen blev skabt for ca. 12.000 år siden som en smeltevandsdal fra Weichsel-istiden. Den gennemløbes af Elverdamsåen, der har sit udspring syd for Hvalsø. I dalen ligger bl.a. Tadre Mølle, Aastrup Gods og Elverdamskroen.
Elverdamsdalen er en del af Nationalpark Skjoldungernes Land.